# Christian Sauer (Autor)
Christian Sauer (* 1963 in Iserlohn) ist ein deutscher Journalist, Coach, Buchautor, Lyriker und Poetry Slammer. Er lebt in Hamburg.

## Leben
Nach einem Geschichtsstudium und Volontariat beim Tagesspiegel und beim Inforadio 101 in Berlin arbeitete Sauer von 1992 bis 2005 als Reporter, Redakteur und Redaktionsleiter. So war er von 1999 bis 2000 stellvertretender Chefredakteur der Wochenzeitung Deutsches Allgemeines Sonntagsblatt und koordinierte die Entwicklung des monatlich erscheinenden Magazins chrismon, für das er anschließend bis Mai 2006 als Stellvertretender Chefredakteur tätig war. Im Zuge des Umzugs der Redaktion von Hamburg nach Frankfurt am Main machte er sich als Coach und Trainer selbstständig.
Sauer arbeitete von 1999 bis 2015 als Weiterbildungsdozent überwiegend in der Medienbranche, so u. a. an der Akademie für Publizistik in Hamburg, der Hamburg Media School, dem Forum Journalismus und Medien Wien sowie im Leadership-Programm des Medien-Ausbildungszentrums Luzern. Seitdem arbeitet er als Trainer und Coach überwiegend für Medienunternehmen sowie für Unternehmen aller Branchen, Stadtverwaltungen und Weiterbildungsinstitute der Lehrerfortbildung.
Als Autor veröffentlichte Sauer Fachartikel und Ratgeber, unter anderem zu den Themen Führung (mit Schwerpunkt auf Lateraler Führung), Qualitätsmanagement und Selbstorganisation beim Schreiben; außerdem zu den Themen Stellvertretung und Konstruktiver Journalismus.
2011 wurde Sauer mit einer Arbeit zu den ideengeschichtlichen Wurzeln der Ratgeberliteratur am Zentralinstitut für Weiterbildung der Universität der Künste Berlin bei Anton Austermann promoviert.
Sauer ist Mitgründer der Tagungsreihe „MedienTreffenMönche“ im Benediktinerkloster Königsmünster in Meschede (Sauerland) und Mitgründer des Blattkritik-Salons Hamburg. Er war Mitglied im inzwischen eingestellten Ethikrat der Akademie für Publizistik.
Seit 2019 tritt Sauer mit Lesungen als Nature-Writing-Autor auf, außerdem seit 2025 bei Poetry Slams und auf Offenen Lesebühnen, so etwa beim Club Poetry Slam von Kampf der Künste in Hamburg oder beim Offenen Poetry Slam im Nochtspeicher Hamburg, beim Wortwirbel im Stadtpark Hamburg und beim Karpfenteich im Komet St. Pauli. Neben klassischen Slamtexten und Lyrik trägt er dort Nature Writing-Poetry vor.

## Fachveröffentlichungen
- C. Sauer: Chefsachen („Medium-Magazin“-Werkstatt für Journalisten), Freilassing: Oberauer 2006
- C. Sauer: Souverän schreiben: Klassetexte ohne Stress, Frankfurt/Main: Frankfurter Allgemeine Buch 2007, ISBN 3-89981-139-9
- C. Sauer: Markenbildung: Mit Selbsterkenntnis zum Erfolg, 2009.[2]
- C. Sauer: Die Akquise: Andocken an das Raumschiff Redaktion, 2009.[3]
- U. Grüner / C. Sauer: Qualitätsmanagement in Redaktionen: Das Coachingbuch für Chefs & solche, die es werden. Vorwort von Volker Lilienthal, Norderstedt: BOD 2010. ISBN 978-3-8391-7249-0
- C. Sauer: „Macht macht unglücklich. Warum der Wissenschaftsjournalismus unbedingt in seiner Nische bleiben sollte: Ratschläge eines Außenseiters“ in wpk-Quaterly, Sommer 2010
- C. Sauer: Schöner streiten. Wie Redaktionen Qualität sichern können, epd medien Nr. 5 vom 4. Februar 2011
- C. Sauer: Kann man Verhandeln lernen?, freien infos 1/2011 (DJV Blätter)
- Sauer, Christian (2011): Beratung zwischen Buchdeckeln: Aufklärung und Heilsversprechen, Berlin: epubli (Dissertation)
- C. Sauer: Eine Jury zeigt Nerven, message 1/2012, S. 36–38
- Carsten Heil/C. Sauer: Konflikte managen in Redaktionen, Medium-Magazin/journalist (Österreich/Schweiz), Praxisteil, April 2013, S. 71–74
- C. Sauer: Unser Mantra heißt Qualität – über Change Management, message 4/2013
- C. Sauer: Der spröde Charme des Codes, in: message 3/2014, S. 49–53
- Jost Lübben/C. Sauer: Mit Mut und Demut. Redaktionen leiten in Zeiten des Umbruchs, in: Medium Magazin, Januar 2015, S. 50–53
- C. Sauer: Konstruktiver Journalismus als Einladung zum Diskurs. Eine berufsethische Reflexion über den Spielraum für eine positivere Berichterstattung, in: Deutscher Fachjournalisten-Verband (Hg): Positiver Journalismus, Konstanz: uvk 2015, S. 173–182
- Annette Hillebrand/C. Sauer: Training für den Erfolg: Warum Weiterbildungen in Redaktionen und Verlagen allzu oft ihre Ziele verfehlen, in: Medium Magazin 03/2016, S. 62–63
- Jost Lübben/C. Sauer: Wir verändern die Region: Konstruktiver Journalismus in Regionalzeitungen, in: Medium Magazin, Juni/Juli 2016, S. 65–69
- Sebastian Pranz/C. Sauer: Konstruktiver Journalismus – Reflexion über einen Branchentrend, in: Festschrift für Norbert Neumann, Koblenz (erscheint 2017)
- C. Sauer: Der Stellvertreter. Erfolgreich führen aus der zweiten Reihe (München: Hanser Nov. 2016, ISBN 978-3-446-44959-6)
- C. Sauer: Unternehmen übersehen die heimlichen Helden der Führung, in: ManagerSeminare, Heft 232, Juli 2017, S. 16–17
- U. Grüner / C. Sauer (Hrsg.): Kritisch-konstruktiver Journalismus. Mit Beiträgen von Martin Eggenschwyler u. a. (Norderstedt: BOD 2019, 3. erweiterte Auflage, ISBN 978-3-7431-8731-3)
- C. Sauer: „Prüft alles“ – Journalistische Wissenssucher und der christliche Glaube, in: Jahresbericht 2019 der Abtei Königsmünster, S. 8–15
- C. Sauer: „Plötzlich Chef – und jetzt?“, in: medium Magazin 01/2021, S. 58–61
- C. Sauer: „Auf dem Weg Richtung New Work“, in: Journalist, Oktober 2021, S. 50–64

## Weitere Buchveröffentlichungen
- Draußen gehen. Inspiration und Gelassenheit im Dialog mit der Natur, Verlag Hermann Schmidt, Mainz 2019, aktuell in der dritten Auflage 2021, ISBN 978-3-87439-928-9.
- Regen. Eine Liebeserklärung an das Wetter, wie es ist, Verlag Hermann Schmidt, Mainz 2021, ISBN 978-3-87439-957-9.

## Hörbuch-Veröffentlichung
- Das Hörbuch Christian Sauer: "Draußen. Gelesen vom Autor" erschien zunächst 2024 im Verlag Hermann Schmidt und ist seit 2025 – vertrieben über die Plattform Xinxii.de – auf allen Hörbuch-Plattformen und im Streaming verfügbar.

## Auszeichnungen
- Arthur F. Burns-Preis 1998
- Medienpreis für Entwicklungspolitik 2002, 1. Preis in Kategorie Print für Die Revolution der Käferzähler
- Gemeinsam mit der „chrismon“-Redaktion gewann er mehrere Corporate-Publishing-Awards